# 杜恩蘭海灘 (印第安納州)
杜恩蘭海灘（英語：Duneland Beach）是位於美國印第安納州拉波特縣的一個非建制地區。該地的面積和人口皆未知。

## 外部連結
- Duneland Beach Association （页面存档备份，存于）